# Svante Svärdström
Sven Erik (Svante) Svärdström, född 6 september 1906 i Falun, död 13 juni 1987 i Stockholm, var en svensk konsthistoriker och museiman. Svärdström var landsantikvarie i Dalarna åren 1938–1949. Han disputerade år 1949 med avhandlingen Dalmålningarna och deras förlagor: En studie i folklig bildgestaltning 1770–1870. Under sin verksamhetstid utkom Svärdström med ett stort antal konsthistoriska texter och publikationer, huvudsakligen på ämnet dalmålningar, dalmålare och Dalarna, samt den egna diktsamlingen Åldersvers (Dalaförlaget, 1982). Svärdström är gravsatt på Almunge kyrkogård.